# Formicium
Formicium Westwood, 1854 è un genere estinto di formiche della sottofamiglia Formiciinae.

## Descrizione
Gli unici fossili ritrovati sono solo quelli di regine e maschi. Delle operaie non si è, infatti, mai trovata traccia. Le dimensioni eccezionali portano queste formiche a essere le più grandi mai esistite.

## Tassonomia
Questo genere include attualmente tre sole specie:
- Formicium berryi (Carpenter, 1929) †
- Formicium brodiei Westwood, 1854 †
- Formicium mirabile (Cockerell, 1920) †